# 우메다

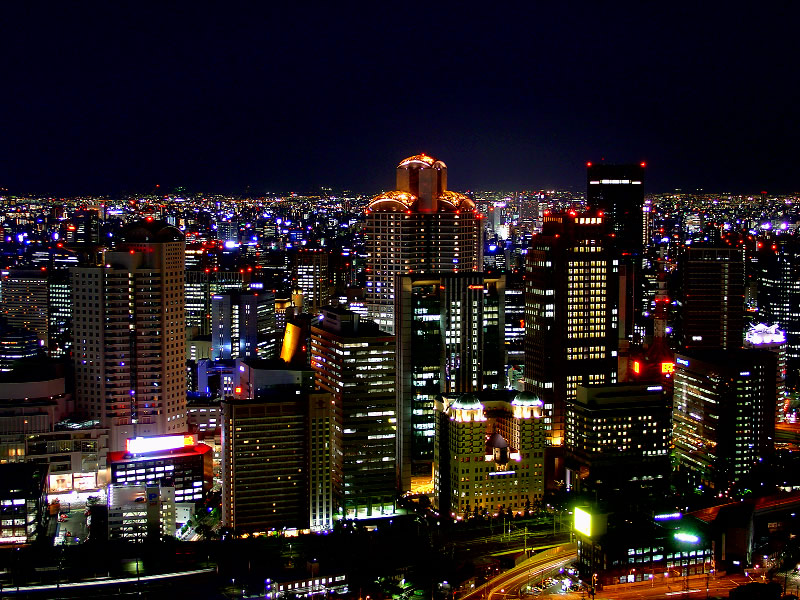
니시우메다 지구의 야경

우메다(일본어: 梅田)는 일본 오사카시 기타구의 상업과 업무 지구로, 도시의 주요 교통에는 북쪽 철도 터미널인 오사카역과 우메다역이 있다. 우메다는 커다란 철도 축일 뿐만 아니라 주요 관청과 호텔 지구이기도 하다. 특히 니시우메다, 도지마, 나카노시마에는 거리를 따라 대형 건물들이 늘어서 있으며, 구역 내에는 초고층 빌딩 수가 40개가 넘는다. 우메다는 또한 쇼핑 지구로 알려져 있어, 오사카에서 가장 큰 세 개의 백화점인 한신 백화점, 한큐 백화점, 다이마루와 디아몰 오사카, HEP 파이브, HEF 나비오, 와이티 오사카와 같은 몇몇 쇼핑몰들이 위치한다.

## 개요

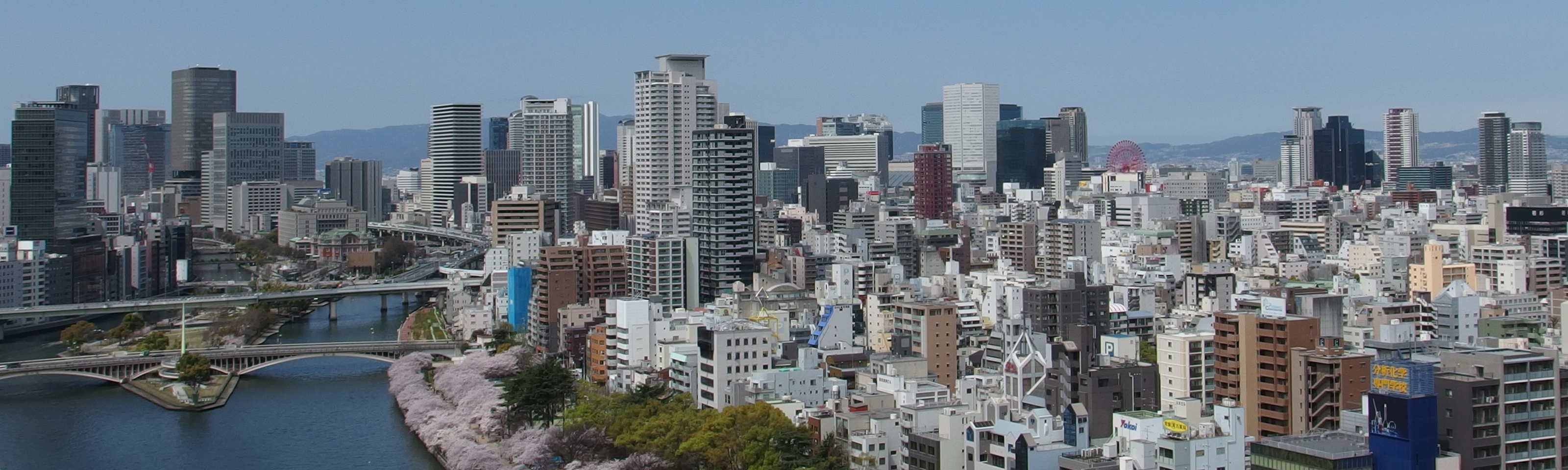
왼쪽(남쪽)부터 나카노시마, 도지마, 그리고 우메다.

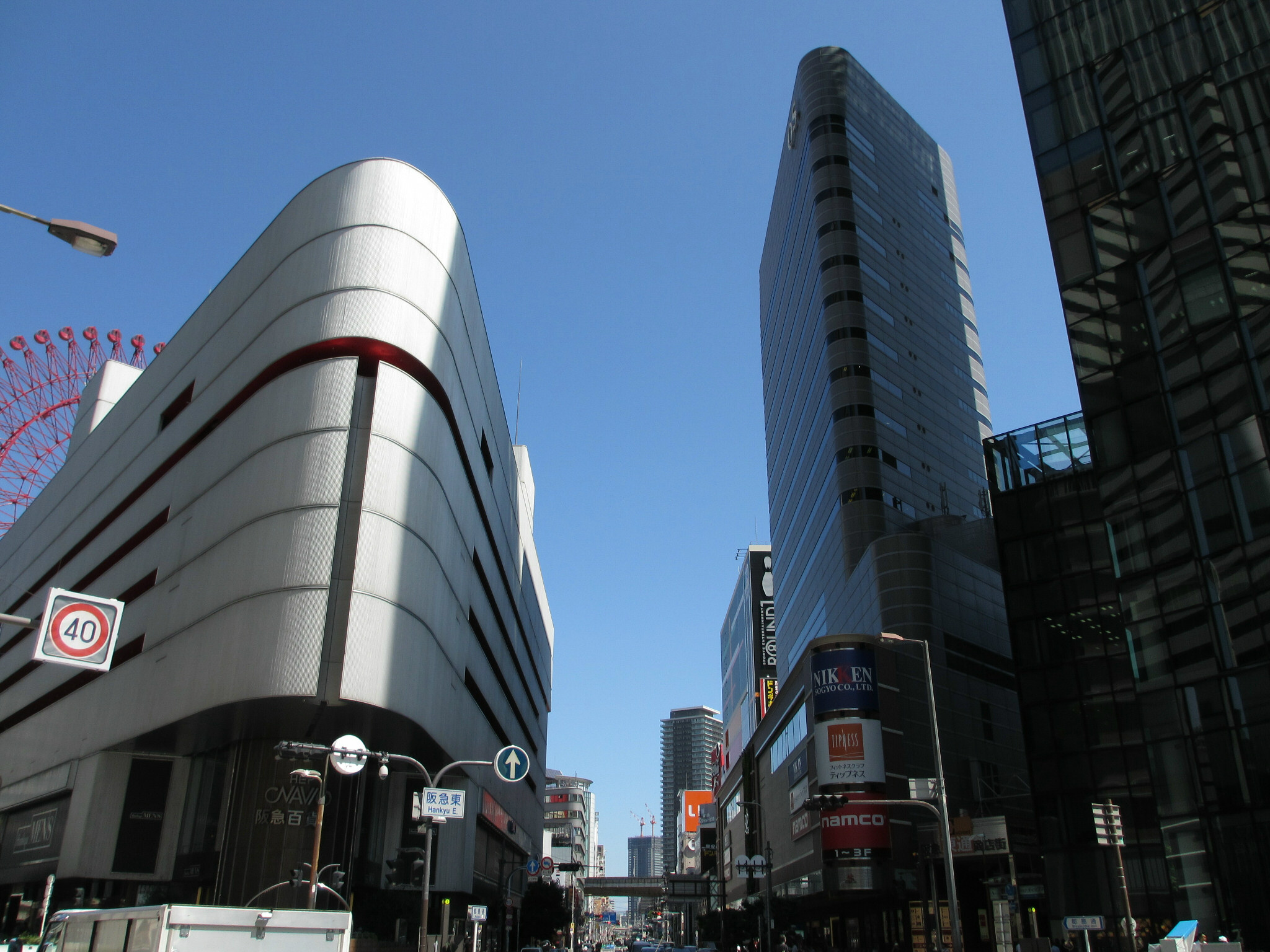
우메다 동쪽 지구

우메다는 오사카시 기타구(北区)에 위치한 지명으로, 일반적으로는 오사카역(大阪駅)·우메다역(梅田駅) 주변의 번화가를 의미한다. 우메다와 그 남쪽에 위치한 기타신치(北新地)를 중심으로 한 넓은 범위의 번화가·유흥가는 ‘키타’(キタ)로 불리며, 오사카에서는 ‘미나미’(ミナミ, 난바 및 신사이바시 주변)와 더불어 주요 상업 지구를 이루고 있다. 그 규모, 면적, 매출 면에서 일본에서 손꼽히는 상업 지역을 형성하고 있으며, 서일본 최대의 오피스 거리로서 도지마(堂島), 나카노시마(中之島), 기타하마(北浜), 센바(船場) 등과 함께 오사카시의 중심 업무 지구(CBD)를 구성하고 있다. 오사카의 주요 거리인 미도스지(御堂筋)의 북단에 위치해 있으며, 오사카시 도로 원표가 있는 우메다 신도(梅田新道) 교차로는 도쿄·니혼바시(日本橋)에서 이어지는 국도 1호선의 종점이자 후쿠오카현(福岡県) 기타큐슈시(北九州市)까지 이어지는 국도 2호선의 기점으로, 철도뿐만 아니라 도로 교통의 요충지이다.
행정상의 지명으로서의 우메다는 오사카역 및 그 남쪽의 미도스지(御堂筋), 소네자키도리(曽根崎通), 후쿠시마구(福島区) 경계에 둘러싸인 범위에 불과하나, 넓은 지명으로서의 우메다는 주변의 쓰노다초(角田町)나 시바타(芝田), 차야마치(茶屋町), 오부카초(大深町, 우메키타(うめきた) 지역), 오요도나카(大淀中, 신우메다 시티(新梅田シティ)), 소네자키(曽根崎) 등을 포함한 지역에도 사용된다. 다만, 소네자키도리의 남쪽에 위치하고 근세 이래의 시가지였던 기타신치(北新地, 소네자키 신치(曽根崎新地))를 가리켜 우메다라고 부르는 경우는 드물다. 한편, 소네자키도리의 북쪽에서는 인근 역인 나카자키초역(中崎町駅), 나카쓰역 (오사카시 고속 전기궤도), 나카쓰역 (한큐 전철) 부근까지 우메다라고 불리는 경우가 있으며, 키타 및 미나미와 마찬가지로 지리적 범위가 명확하게 정의되지 않은 편이다.
우메다는, 예부터 번화가였던 센바(船場)나 덴마(天満)와는 달리, 메이지 시대 이후에 발전한 거리이다. 그 계기가 된 것은 1874년 오사카역의 개업이었다. 당시 시가지 내에서의 철도 건설에 대한 반대 운동이 강하게 일어났고, 고베 방면에서 오는 철도인 도카이도 본선(東海道本線)을 교토(京都) 방면으로 직통 연장할 수 있도록 시가지에서 벗어난 우메다가 건설지로 선택되었다. 오사카역 개업 당시 우메다 주변은 논밭과 우메다 묘지(埋田墓地)가 펼쳐진 교외 농촌 지역이었다. 당시에는 해발 고도가 낮아 홍수 위험이 높은 지역으로 인식되었으며, 1889년 시제 시행 당시 오사카시 영역에서도 벗어난 위치에 있었다. 이후 한신(阪神) 및 한큐(阪急)의 우메다역과 같은 사철의 진입, 오사카의 발전과 그에 따른 교외 주택지의 확장에 의해 오사카시 북부의 철도 교통 거점으로 급속히 발전하였다. 장거리 광역 수송에 있어서는 도카이도·산요 신칸센의 개통이나, 항공 노선 및 고속버스 노선의 정비로 인한 침대열차 감소로 신오사카역(新大阪駅)으로 그 역할을 넘겼으나, 전후 재개발의 진전에 따라 과거의 오사카시 중심부를 능가하는 상업·업무 기능을 갖춘 오사카 최대의 도심 중 하나로 인식되고 있다.
우메다는 거대한 백화점을 여러 개 갖춘 상업지구이며, 또한 전문점과 음식점 등이 다수 집결해 있다. 일찍이 한큐 백화점(阪急百貨店)·한신 백화점(阪神百貨店) 등 철도계 백화점이 본점을 두었으며, 1980년대에는 미나미의 역사가 깊은 백화점인 다이마루(大丸)도 우메다 지점을 오사카역의 역빌딩(구 아쿠티 오사카(アクティ大阪))에 진출하였다. 우메다의 백화점 판매 면적은 일본에서 가장 넓으며, 총 매출액도 도쿄 신주쿠(新宿)에 이어 전국 2위를 차지하고 있다. 특히 지역 일번점인 한큐 백화점 우메다 본점(阪急百貨店うめだ本店)은 세계 최초의 터미널 백화점(역 직결형 백화점)으로, 이세탄 신주쿠점(伊勢丹新宿店)에 이어 국내 매장별 매출액 2위를 자랑한다. 백화점 외에도 루쿠아 오사카(ルクア大阪), HEP FIVE, 그랑프론트 오사카(グランフロント大阪), 일본에서 가장 높은 매출을 자랑하는 가전 양판점 요도바시 우메다(ヨドバシ梅田) 등 집객력이 높은 패션 빌딩·대형 상업시설이 다수 모여 있다. 2011년에는 JR 오사카역의 역빌딩이 재개발을 통해 오사카 스테이션 시티로 개업하여, 백화점·패션 빌딩·오피스 등으로 구성된 일본 굴지의 거대 복합 상업 시설이 탄생하였다. 또한 주요 도로의 지하에는 화이티 우메다(ホワイティうめだ)·디아몰 오사카(ディアモール大阪) 등의 지하가가 발달해 있으며, 상업 시설군의 지하층 외에 소네자키도리 이남의 요쓰바시스지(四つ橋筋) 지하에 있는 도지마 지하 센터(ドージマ地下センター)와도 연결되어, 함께 일본 최대 규모의 지하가를 형성하고 있다.
우메다가 오피스 거리로 자리잡게 된 것은, 제2차 세계 대전 이후 오사카역 남쪽에 설치된 미군 막사에서 비롯된 혼잡한 구 시가지와 오사카역 북쪽 화물역 부지의 재개발에서 크게 기인한다. 다이아몬드 지구(ダイヤモンド地区), 오사카 가든 시티(オオサカガーデンシティ), 오사카 스테이션 시티(大阪ステーションシティ), 그랑프론트 오사카(グランフロント大阪), 그랑그린 오사카(グラングリーン大阪) 등 여러 대규모 재개발 사업에 의해 전통적인 오사카의 중심 업무 지구(CBD)였던 주오구 센바(船場)를 능가하는 비즈니스 거리로 성장했다. 또한 기타구(北区) 내의 기존 비즈니스 거리인 나카노시마(中之島), 도지마(堂島)와 함께 초고층 빌딩이 밀집하게 되었다. 이러한 대규모 재개발을 통해 다량의 오피스 빌딩이 공급되었고, 교통이 편리한 우메다에 본사나 지사를 두는 기업이 증가하였다. 다만, 우메다 주변은 북쪽에 위치한 오사카 국제공항의 착륙 경로에 해당하여 항공법에 의한 높이 규제 대상 지역으로, 동 법 제49조에 의한 제한 표면에 의해 200미터를 초과하는 빌딩 건축이 어려운 상황이다. 이에 따라 우메다의 빌딩 중 최고 높이는 타워맨션인 우메다 가든(梅田ガーデン, 191미터)이다. 참고로 제한 표면은 이타미 공항에서 반경 16.5킬로미터 내에서는 50미터마다 1미터씩 완화되어, 북쪽이 상대적으로 더 엄격한 규제를 받는다.
철도역은 한큐 오사카 우메다역, 한신 오사카 우메다역, 오사카 메트로 우메다역·히가시우메다역·니시우메다역, JR 오사카역·기타신치역 등 사철, 지하철, JR의 역이 집합하여 서일본 최대의 터미널 역을 형성하고 있다. 우메다 지역의 철도역들은 통칭하여 "오사카·우메다역" 또는 "오사카역·우메다역" 등으로 불리기도 하며, 역 이름은 통일되지 않았으나 도보로 환승이 가능하다. 이러한 역들의 총 이용자 수는 하루 약 240만 명에 달하며, 신주쿠역, 시부야역, 이케부쿠로역에 이어 세계 4위이며, 도쿄도 외의 역으로는 1위이다.
고속버스는 오사카역 주변에 여러 버스 승강장이 분산되어 있어 서일본 최대 규모의 버스 터미널을 형성하고 있으나, 바스타 신주쿠(バスタ新宿)와 같은 하나의 장소에 모인 버스 터미널은 없다.

## 역사

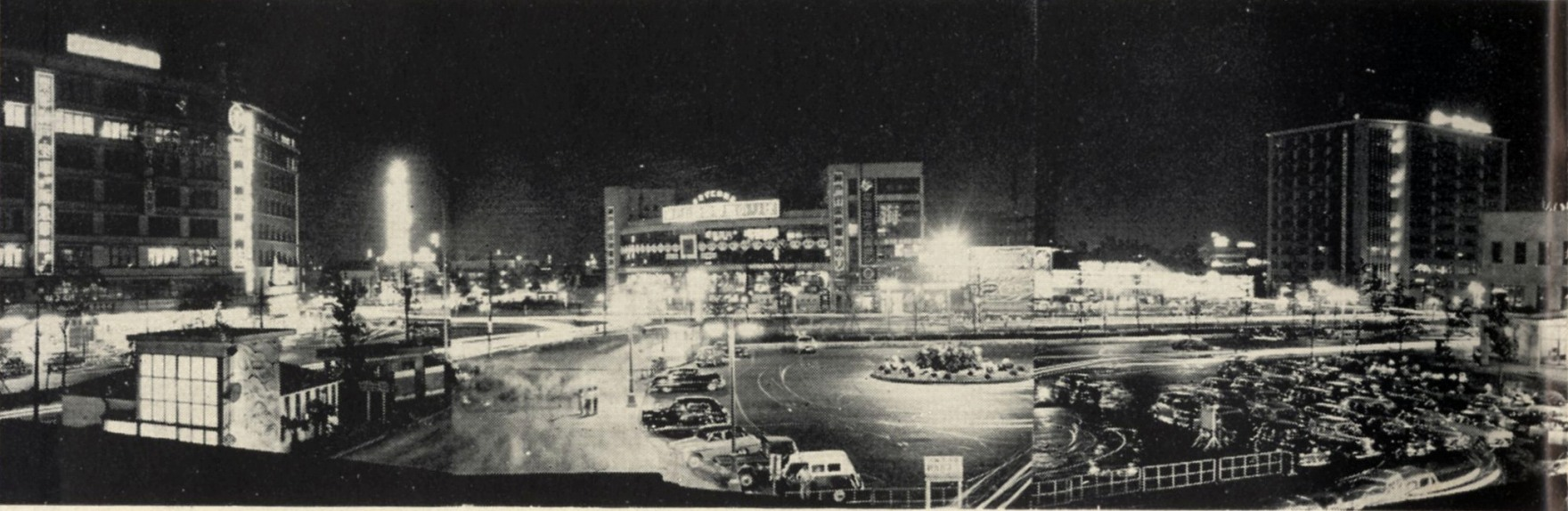
1955년경 오사카역의 야경

우메다는 우에마치 대지(上町台地) 북서부에 위치하며, 중세에는 시타하라(下原)로 불린 저습지대였다. 진흙과 토사를 매립하여 논밭을 개간하였기 때문에 "우메다(埋田)"라 불렸으나, 후대에 한자 표기가 좋지 않다는 이유로, 니시나리군(西成郡) 소네자키촌(曽根崎村)의 로텐 신사(露天神社) 및 같은 군의 기타노촌(北野村)의 쓰나시키텐 신사(綱敷天神社)와 연관이 있는 매화에서 유래하여 "우메다(梅田)"라는 표기가 사용되었다고 한다.
1764년, 소네자키 신치(曽根崎新地)에서 북쪽으로 연장하여 우메다 묘지(梅田墓地, 현재의 오부카초(大深町) 및 우메다 화물역(梅田貨物駅))에 이르는 "우메다 도로(梅田道)"가 개통되었으나, 주변은 논밭만 펼쳐진 "도타(ドタ)"라 불리던 한적한 지역이었다. 1874년에 소네자키촌에 개업한 오사카역(大阪駅)은 "우메다 스텐쇼(梅田すてんしょ)" 등으로 불렸으며, 1897년에 소네자키촌과 기타노촌 모두 오사카시(大阪市) 기타구(北区)에 편입되었다. 1900년의 대자 개편으로 인해 구 소네자키촌 서부에는 우메다초(梅田町), 히가시우메다초(東梅田町), 니시우메다초(西梅田町), 기타우메다초(北梅田町)의 4개 정이 신설되었다.
개업 당시 오사카역은 현재의 니시우메다 스퀘어(西梅田スクエア) 부근에 위치해 있었으나, 1901년 오사카역 이전에 따라 우메다 중심부는 동쪽으로 이동하였다. 1906년 현재의 하비스 ENT(ハービスENT) 부근에 한신 오사카 우메다역(阪神大阪梅田駅)이 개업하였으나, 1939년에 오사카역 남쪽 지하로 이전하였다. 오사카역 이전이 이루어진 1901년을 전후로 하여, 앞서 실행된 지명과 이후 개업한 역명 사이의 불일치는 두드러졌으며, 니시우메다역이 우메다초와 히가시우메다초의 경계선에 위치할 정도였다. 최초의 우메다초는 대체로 현재의 우메다 2초메와 3초메에 해당하며(서쪽 끝은 니시우메다초), 다이아몬드 지구(ダイヤモンド地区)라 불리는 현재의 우메다 1초메는 과거 소네자키나카(曽根崎中)와 소네자키카미(曽根崎上)의 일부와 히가시우메다초였다. 참고로, 히가시우메다초 전역을 포함한 다이아몬드 지구 북부는 1940년에 우메다로 개칭되었다. 히가시우메다역(東梅田駅)은 소네자키나카에 위치하고 있으며, 한큐 오사카 우메다역과 오사카시 고속 전기궤도 우메다역이 위치한 시바타(芝田)와 쓰노다초(角田町)는 구 기타노촌에 속한다. 또한, 소네자키촌의 구 촌역에는 한신 계열의 시설이, 기타노촌의 구 촌역에는 한큐 계열의 시설이 많이 존재한다. 광대한 우메다 화물역은 도카이도 본선(東海道本線) 남쪽의 동부가 우메다초, 서부가 니시우메다초, 북쪽의 남서부가 기타우메다초이며, 북서부의 나카쓰미나미도리(中津南通)는 구 니시나리군(西成郡) 나카쓰초(中津町) 대자 시모산반(大字下三番)의 일부이다. 중서부의 사토초(佐藤町), 북동부의 우시마루초(牛丸町), 중동부의 오부카초, 남동부의 마쓰모토초(松本町)는 구 기타노촌의 일부이다. 도카이도 본선 북쪽은 1944년에 오부카초에 통합되었다.
발전 방향이 북오사카로 전환된 제2차 세계대전 후, 오사카 시가지의 북쪽 관문인 우메다는 거대화의 길을 걷게 되었다. 다이아몬드 지구는 제2차 세계대전 중 오사카 대공습으로 인해 폐허가 된 이후 미군 막사(바락, barrack)가 늘어선 혼잡한 거리가 되었으나, 다이아몬드 지구 남반부에 남아 있던 우메다 섬유 거리는 1969년에 신오사카 센이 시티(新大阪センイシティー)로 이전하였고, 그 이후 다이아몬드 지구에서는 바락가를 정리하는 재개발이 본격화되었다. 또한, 광대한 우메다 화물역 부지 중 남서쪽에는 오사카 가든 시티(オオサカガーデンシティ), 북동쪽에는 그랑프론트 오사카(グランフロント大阪)가 차례로 건설되었다.
한때 소네자키촌 서부의 지명에 불과했던 우메다는 소네자키촌과 기타노촌 외에도 도요사키초(豊崎町) 대자 혼조(本庄)·미나미하마(南浜), 나카쓰초 대자 고로쿠지(光立寺)·시모산반, 사기스초(鷺洲町) 대자 다이진(大仁) 등을 포함하는 광역 지명으로 발전하게 되었다. 1978년에 대체로 소네자키나카·소네자키카미의 다이아몬드 지구 내, 우메다 및 우메다초 범위에서 현행 주소 표기인 우메다 1 - 3초메가 시행되었다.

## 교통
- 서일본 여객철도
  - 오사카역: 도카이도 본선
  - 기타신치역: JR 도자이 선

- 한큐 전철

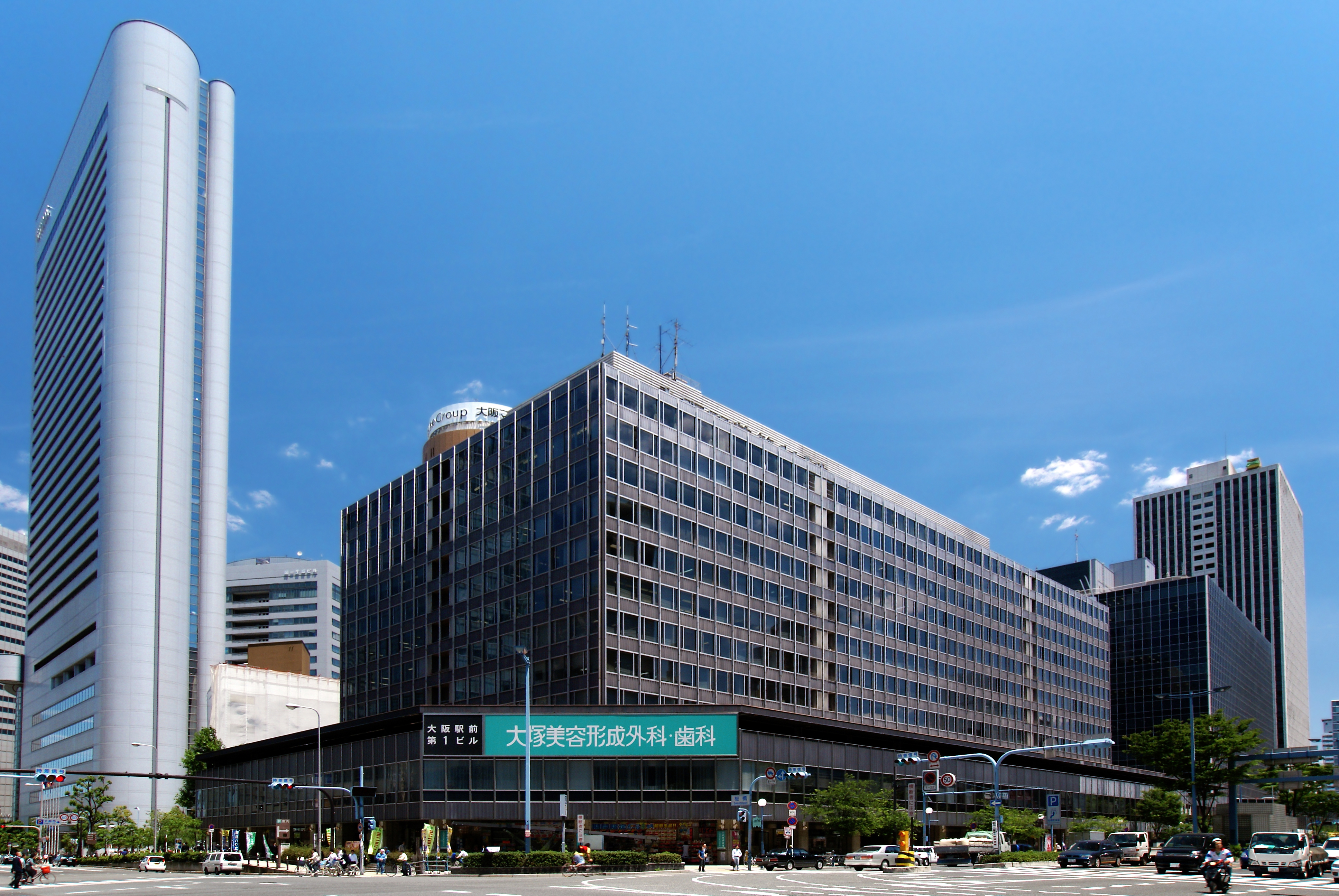
오사카 역 주변

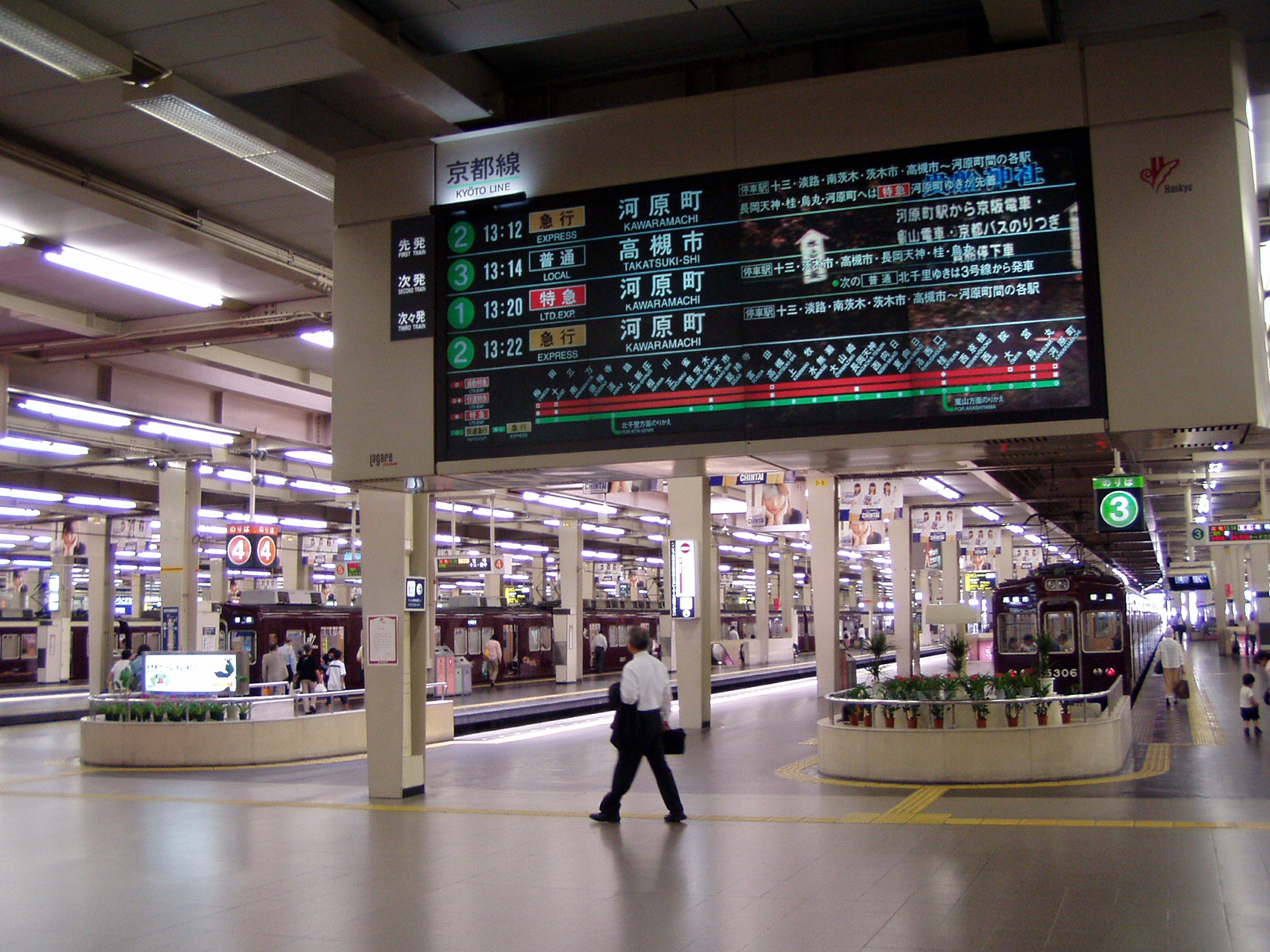
한큐 우메다 역

  - 우메다역: 고베 본선, 다카라즈카 본선, 교토 본선

- 한신 전기 철도
  - 우메다역: 한신 본선

- 오사카시 고속 전기궤도
  - 우메다역: 미도스지선
  - 히가시우메다 역: 다니마치선
  - 니시우메다역: 요쓰바시선

## 시설

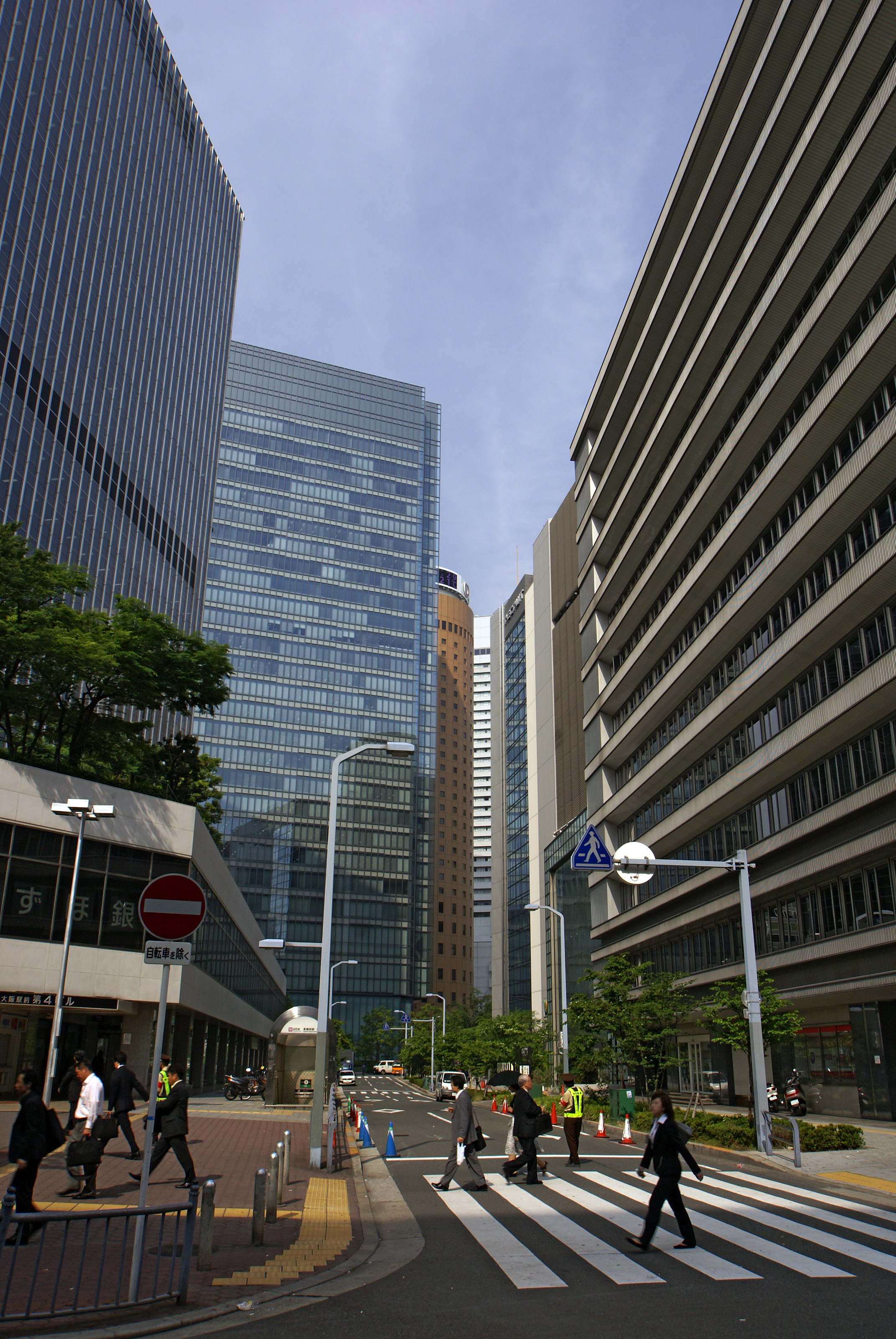
다이아몬드 지구

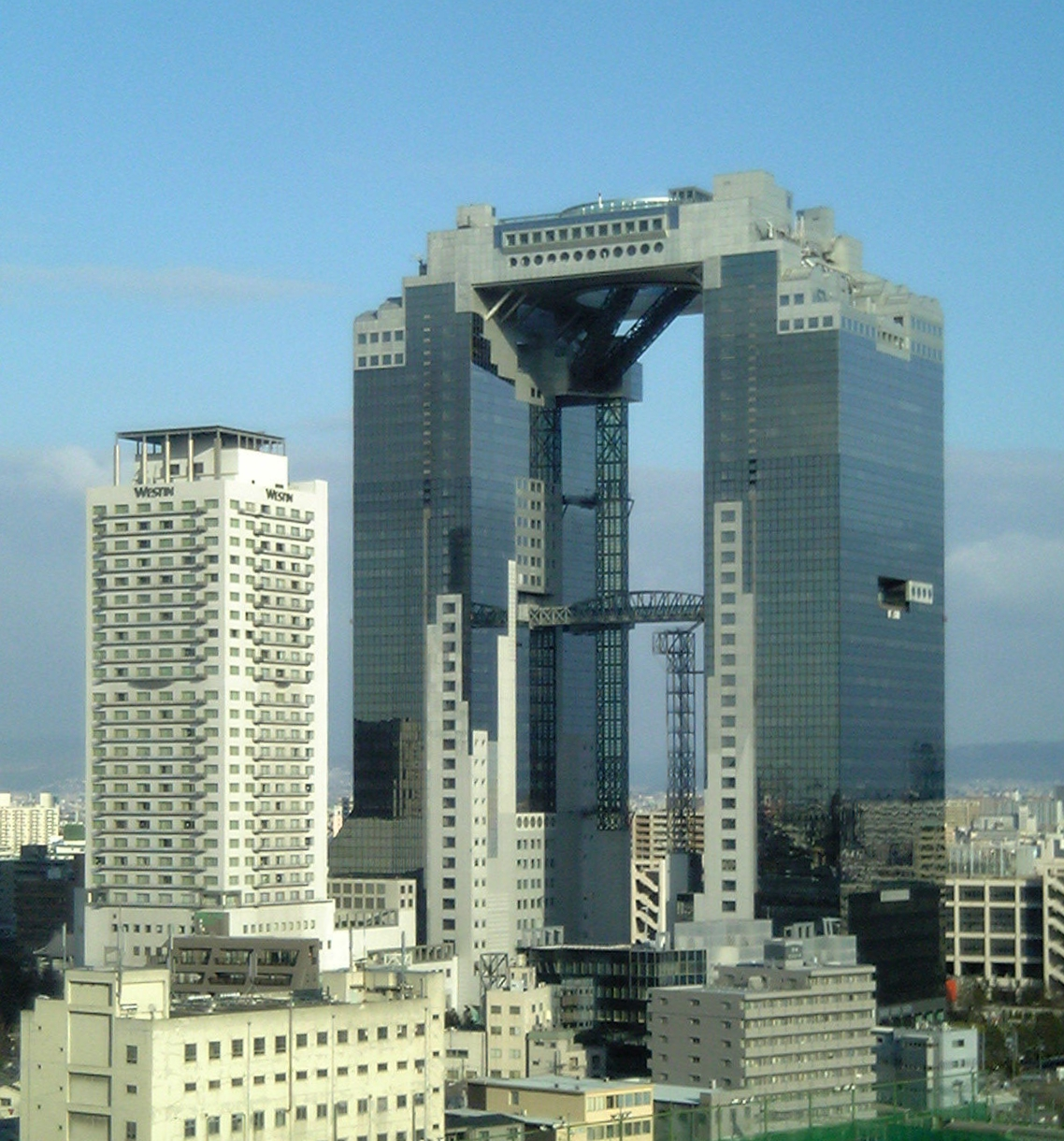
우메다 스카이 빌딩

### 쇼핑
- 다이마루
- 한큐 백화점
- 한신 백화점
- 하비스 ENT
- 요도바시 카메라
- 기노쿠니야 서점
- 아사히야 서점
- 디아모르 오사카
- 포켓몬 센터

### 놀이 시설
- 우메다 예술극장
- HEP 파이브
- 우메다 스카이 빌딩

### 호텔
- 힐튼 호텔
- 리츠칼튼 오사카
- 웨스틴 오사카

## 같이 보기
- 난바
- 일본의 관광

### 내용주
1. ↑  우메다(梅田)라는 이름의 유래가 된 매화(梅)는 1871년까지 타이유지초(太融寺町)에 있었던 쓰나시키텐 신사 오타비쇼(綱敷天神社御旅所) 경내의 홍매화이다. 현재 이 신사는 차야마치(茶屋町)로 이전되어, 쓰나시키텐 신사 오타비샤(綱敷天神社御旅社)로 개칭되었다.

### 참조주
1. ↑  “大阪市における住工混在地域と経済環境” (PDF). 大阪府. 2024년 5월 6일에 확인함.[깨진 링크(과거 내용 찾기)]
2. ↑  “北区の標高”. 2023년 9월 10일에 확인함.
3. ↑  大阪駅を発着する夜行列車は上り「サンライズ瀬戸・サンライズ出雲（東京行き）」のみ。計画中の北陸新幹線・中央新幹線も大阪駅ではなく、新大阪駅に発着予定である。
4. ↑  “世界の駅別乗降者数ランキングに驚愕！ | 身の回りの気になることまとめサイト”. 《malmsdeen.com》. 2020년 2월 19일에 확인함.